# Дауд Раджиха
Дауд Абдала Раджиха (на арабски: داود راجحة) е сирийски военен деец: генерал-полковник, 6-и министър на отбраната на Сирия.

## Биография
Роден е през 1947 година в град Дамаск. През 1967 година завършва военна академия в Сирия.
На 8 август 2011 година е назначен от президента Башар Асад за министър на отбраната, в началото на гражданската война в Сирия. На 18 юли 2012 година е убит при самоубийствен атентат, извършен срещу сграда на силите за сигурност в Дамаск.